# Caliphate Umayyad
Caliphate Umayyad (661-750; UK: /ʊˈmaɪjæd, uːˈ-/, US: /uːˈmaɪ(j)əd, -aɪæd/; tiếng Ả Rập: ٱلْخِلَافَة ٱلْأُمَوِيَّة, đã Latinh hoá: al-Khilāfah al-ʾUmawīyah)  
còn gọi là Đế quốc Hồi giáo Thứ hai là caliphate thứ hai trong bốn caliphate chính được thành lập sau cái chết của Muhammad. Caliphate được cai trị bởi các triều đại Umayyad (tiếng Ả Rập: ٱلْأُمَوِيُّون, Al-'Umawīyūn, hoặc بَنُو أُمَيَّة, Banū Umayyah, "Con trai của Umayyah "). Caliph thứ ba, Uthman ibn Affan (r. 644-656), là thành viên của tộc Umayyad. Gia đình đã thiết lập triều đại, cai trị cha truyền con nối với Muawiya ibn Abi Sufyan, thống đốc lâu năm của Syria, người trở thành Caliph thứ sáu sau khi kết thúc Nội chiến Hồi giáo đầu tiên vào năm 661. Sau cái chết của Mu'awiyah năm 680, xung đột về sự kế vị đã dẫn đến một cuộc nội chiến thứ hai  và cuối cùng quyền lực rơi vào tay Marwan I từ một nhánh khác của gia tộc. Syria vẫn là căn cứ quyền lực chính của Umayyads sau đó, và Damascus là thủ đô của họ.
Umayyads tiếp tục các cuộc chinh phạt của người Hồi giáo, kết hợp Transoxiana, Sindh, Maghreb và Bán đảo Iberia (Al-Andalus) vào thế giới Hồi giáo. Ở mức độ lớn nhất, Umayyad Caliphate bao phủ 15.650.000 km2 (6.000.000 dặm vuông Anh)  và 22   triệu người, khiến nó trở thành một trong những đế chế lớn nhất trong lịch sử về diện tích và tỷ lệ dân số thế giới. Triều đại này cuối cùng đã bị lật đổ do một cuộc nổi loạn do Abbasids lãnh đạo năm 750. Những người sống sót của triều đại tự thành lập ở Cordoba, dưới hình dạng một Tiểu vương quốc và sau đó là Caliphate, trở thành một trung tâm thế giới  về khoa học, y học, triết học và phát minh, mở ra thời kỳ hoàng kim của đạo Hồi.
Umayyad caliphate cai trị một dân số đa sắc tộc và đa văn hóa rộng lớn. Kitô hữu, những người vẫn chiếm đa số dân Caliphate, và người Do Thái được phép thực hành tôn giáo của riêng họ nhưng phải trả thuế đầu (jizya) mà người Hồi giáo được miễn. Tuy nhiên, có thuế zakat chỉ dành cho người Hồi giáo, được dành rõ ràng cho các chương trình phúc lợi khác nhau. Các vị trí nổi bật đã được nắm giữ bởi các Kitô hữu, một số người thuộc về các gia đình đã phục vụ trong chính phủ Byzantine. Việc làm của các Kitô hữu là một phần của chính sách rộng rãi hơn về chỗ ở tôn giáo cần thiết bởi sự hiện diện của dân số Kitô giáo lớn ở các tỉnh bị chinh phục, như ở Syria. Chính sách này cũng thúc đẩy sự nổi tiếng của Muawiya và củng cố Syria thành cơ sở quyền lực của ông.